# Drosophila mitis
Drosophila mitis är en tvåvingeart som beskrevs av Charles Howard Curran 1936. Drosophila mitis ingår i släktet Drosophila och familjen daggflugor.
Artens utbredningsområde är Solomonöarna.